# Eczacıbaşı Spor Kulübü 2020-2021 (pallavolo femminile)
Questa voce raccoglie le informazioni riguardanti l'Eczacıbaşı Spor Kulübü nelle competizioni ufficiali della stagione 2020-2021.

## Organigramma societario
Area direttiva
- Presidente: Faruk Eczacıbaşı

Area tecnica
- Allenatore: Marco Aurelio Motta
- Allenatore in seconda: Alper Erdoğuş
- Assistente allenatore: Kaan İncekara
- Scoutman: Halil Demirkan

## Rosa
| N° | Nome             | Ruolo | Data di nascita   | Nazionalità sportiva |
| -- | ---------------- | ----- | ----------------- | -------------------- |
| 1  | Melisa Memiş     | L     | 27 gennaio 1998   | Turchia              |
| 2  | Simge Aköz       | L     | 23 aprile 1991    | Turchia              |
| 3  | Tijana Bošković  | O     | 8 marzo 1997      | Serbia               |
| 4  | Beyza Arıcı      | C     | 27 luglio 1995    | Turchia              |
| 5  | Merve Atlıer     | C     | 31 marzo 2000     | Turchia              |
| 6  | Saliha Şahin     | S     | 5 novembre 1998   | Turchia              |
| 7  | Hande Baladın    | S     | 1º settembre 1997 | Turchia              |
| 8  | Yasemin Güveli   | C     | 5 gennaio 1999    | Turchia              |
| 9  | Jordan Thompson  | S     | 5 maggio 1997     | Stati Uniti          |
| 10 | Nisa Buzlutepe   | P     | 3 settembre 2003  | Turchia              |
| 11 | Chiaka Ogbogu    | C     | 15 aprile 1995    | Stati Uniti          |
| 12 | Elif Şahin       | P     | 19 gennaio 2001   | Turchia              |
| 13 | Slađana Mirković | P     | 7 ottobre 1995    | Serbia               |
| 14 | Melis Durul      | O     | 21 ottobre 1993   | Turchia              |
| 15 | Derin Taşdemir   | S     | 20 luglio 2002    | Turchia              |
| 16 | Madison Rigdon   | S     | 3 dicembre 1995   | Stati Uniti          |
| 17 | Fatma Yıldırım   | S     | 3 gennaio 1990    | Turchia              |

## Statistiche

### Statistiche di squadra
| Competizione     | Punti | In casa | In casa | In casa | In trasferta | In trasferta | In trasferta | Totale | Totale | Totale |
| Competizione     | Punti | G       | V       | P       | G            | V            | P            | G      | V      | P      |
| ---------------- | ----- | ------- | ------- | ------- | ------------ | ------------ | ------------ | ------ | ------ | ------ |
| Sultanlar Ligi   | 73    | 17      | 12      | 5       | 18           | 13           | 5            | 35     | 25     | 10     |
| Coppa di Turchia | 9     | 1       | 1       | 0       | 0            | 0            | 0            | 6      | 5      | 1      |
| Supercoppa turca | -     | -       | -       | -       | -            | -            | -            | 1      | 1      | 0      |
| Champions League | 16    | 1       | 0       | 1       | 1            | 0            | 1            | 8      | 6      | 2      |
| Totale           | -     | 19      | 13      | 6       | 19           | 13           | 6            | 50     | 37     | 13     |

G = partite giocate; V = partite vinte; P = partite perse

### Statistiche dei giocatori
| Giocatore    | Campionato | Campionato | Campionato | Campionato | Campionato | Coppa di Turchia | Coppa di Turchia | Coppa di Turchia | Coppa di Turchia | Coppa di Turchia | Supercoppa turca | Supercoppa turca | Supercoppa turca | Supercoppa turca | Supercoppa turca | Champions League | Champions League | Champions League | Champions League | Champions League | Totale | Totale | Totale | Totale | Totale |
| Giocatore    | P          | PT         | AV         | MV         | BV         | P                | PT               | AV               | MV               | BV               | P                | PT               | AV               | MV               | BV               | P                | PT               | AV               | MV               | BV               | P      | PT     | AV     | MV     | BV     |
| ------------ | ---------- | ---------- | ---------- | ---------- | ---------- | ---------------- | ---------------- | ---------------- | ---------------- | ---------------- | ---------------- | ---------------- | ---------------- | ---------------- | ---------------- | ---------------- | ---------------- | ---------------- | ---------------- | ---------------- | ------ | ------ | ------ | ------ | ------ |
| S. Aköz      | 29         | 0          | 0          | 0          | 0          | 6                | 0                | 0                | 0                | 0                | 1                | 0                | 0                | 0                | 0                | 7                | 0                | 0                | 0                | 0                | 43     | 0      | 0      | 0      | 0      |
| B. Arıcı     | 30         | 216        | 131        | 72         | 13         | 5                | 19               | 13               | 6                | 0                | 1                | 1                | 1                | 0                | 0                | 8                | 56               | 25               | 27               | 4                | 44     | 292    | 170    | 105    | 17     |
| M. Atlıer    | 8          | 36         | 23         | 8          | 5          | 1                | 2                | 0                | 0                | 2                | 0                | 0                | 0                | 0                | 0                | 1                | 1                | 1                | 0                | 0                | 10     | 39     | 24     | 8      | 7      |
| H. Baladın   | 30         | 310        | 256        | 38         | 16         | 4                | 35               | 28               | 2                | 5                | 1                | 6                | 6                | 0                | 0                | 5                | 30               | 26               | 4                | 0                | 40     | 381    | 316    | 44     | 21     |
| T. Bošković  | 27         | 692        | 602        | 49         | 41         | 6                | 118              | 102              | 8                | 8                | 1                | 31               | 30               | 0                | 1                | 8                | 179              | 157              | 17               | 5                | 42     | 1020   | 891    | 74     | 55     |
| N. Buzlutepe | -          | -          | -          | -          | -          | -                | -                | -                | -                | -                | -                | -                | -                | -                | -                | 0                | 0                | 0                | 0                | 0                | 0      | 0      | 0      | 0      | 0      |
| M. Durul     | 11         | 90         | 76         | 4          | 10         | 1                | 4                | 3                | 1                | 0                | 0                | 0                | 0                | 0                | 0                | 2                | 8                | 8                | 0                | 0                | 14     | 102    | 87     | 5      | 10     |
| Y. Güveli    | 29         | 172        | 97         | 60         | 16         | 5                | 22               | 10               | 10               | 2                | 1                | 3                | 1                | 2                | 0                | 4                | 15               | 8                | 5                | 2                | 39     | 212    | 116    | 77     | 20     |
| M. Memiş     | 13         | 0          | 0          | 0          | 0          | 3                | 0                | 0                | 0                | 0                | 0                | 0                | 0                | 0                | 0                | 3                | 0                | 0                | 0                | 0                | 19     | 0      | 0      | 0      | 0      |
| S. Mirković  | 27         | 55         | 28         | 12         | 15         | 4                | 8                | 6                | 0                | 2                | 1                | 0                | 0                | 0                | 0                | 6                | 3                | 2                | 0                | 1                | 38     | 66     | 36     | 12     | 18     |
| C. Ogbogu    | 22         | 176        | 127        | 40         | 9          | 6                | 45               | 34               | 9                | 2                | 1                | 9                | 3                | 6                | 0                | 7                | 78               | 41               | 31               | 6                | 36     | 308    | 205    | 86     | 17     |
| M. Rigdon    | -          | -          | -          | -          | -          | -                | -                | -                | -                | -                | -                | -                | -                | -                | -                | 1                | 5                | 5                | 0                | 0                | 1      | 5      | 5      | 0      | 0      |
| E. Şahin     | 24         | 72         | 41         | 11         | 20         | 5                | 19               | 14               | 1                | 4                | 1                | 6                | 3                | 2                | 1                | 7                | 33               | 16               | 8                | 9                | 37     | 130    | 74     | 22     | 34     |
| S. Şahin     | 28         | 194        | 146        | 21         | 28         | 3                | 25               | 23               | 1                | 1                | 1                | 0                | 0                | 0                | 0                | 8                | 46               | 37               | 3                | 6                | 40     | 265    | 206    | 25     | 35     |
| D. Taşdemir  | -          | -          | -          | -          | -          | -                | -                | -                | -                | -                | -                | -                | -                | -                | -                | 0                | 0                | 0                | 0                | 0                | 0      | 0      | 0      | 0      | 0      |
| J. Thompson  | 23         | 221        | 183        | 21         | 17         | 6                | 68               | 50               | 6                | 12               | 1                | 19               | 18               | 0                | 1                | 7                | 100              | 82               | 6                | 12               | 37     | 408    | 333    | 33     | 42     |
| F. Yıldırım  | 31         | 98         | 81         | 7          | 10         | 3                | 6                | 5                | 0                | 1                | 1                | 0                | 0                | 0                | 0                | 7                | 6                | 2                | 2                | 2                | 42     | 110    | 88     | 9      | 13     |

P = presenze; PT = punti totali; AV = attacchi vincenti; MV = muri vincenti; BV = battute vincenti